# Брес
О французской провинции см. Бресс
Брес («прекрасный»), Бреш или Эхад Брес (ирл. Bres), — один из правителей Туата Де Дананн в ирландской мифологии, сын Эриу и фомора Элаты.

## Рождение Бреса
Однажды Эриу гуляла по берегу моря. Вдруг она увидела в море большой серебряный корабль, когда корабль причалил к берегу, с него сошёл красивый воин. Незнакомец и девушка возлегли вместе, когда же пришло время мужчине уходить, Эриу начала горько плакать. Она говорила, что многие юноши искали её любви, и лишь незнакомца жаль отпускать ей, говорила, что не знает даже имени своего возлюбленного. Воин представился Элатой, сыном Делбаета. Он также подарил девушке золотое кольцо, которое велел отдать лишь тому, кому оно придётся впору. Элата предсказал, что теперь у Эриу родится сын, и велел назвать мальчика Бресом. Вскоре Эриу, действительно, родила и назвала своего сына Эохайд Брес, как велел её возлюбленный. Мальчик рос удивительно быстро: в два раза быстрее обычного.

## Брес — правитель Ирландии
После того как Нуаду получил увечье, встал вопрос о том, кому же править, ведь согласно поверью, изувеченный король не мог привести страну к процветанию. Тогда выбор пал на Бреса, бывшего на вид очень красивым. В Ирландии до сих пор всё красивое, будь то равнина, крепость, укрепление, эль, факел, женщина или мужчина, принято сравнивать с ним и говорить: красив, как Брес.
Однако Брес оказался плохим правителем. Он допустил, чтобы враги Ирландии, фоморы Индех, Элата и Тетра обложили страну ужасной данью; вдобавок ко всему, Брес был невероятно скуп. Так, когда к его двору пришёл филид по имени Корпре, сын Этайн, скупой король поселил его в тесной каморке, где не на что было даже сесть, не то что развести огонь или поспать, а кормить гостя Брес повелел чёрствыми лепёшками. Недовольный Корпре спел песню, в которой поносил имя Бреса, а песня, согласно представлениям ирландцев, обладала волшебной силой. С тех пор Бреса и всю прочую Ирландию стали преследовать несчастья.

## Вторая битва при Маг Туиред
Под началом Бреса Ирландия быстро пришла в упадок. Тогда Туата Де Даннан потребовали, чтобы Брес вернул им королевскую власть, оставив этот пост. Но хитрый Брес выпросил у них семилетнюю отсрочку, которая была нужна ему, чтобы собрать «могучих людей из сидов», то есть фоморов.
Брес отправился за помощью к матери, которая открыла тайну рождения Бреса, сообщив сыну имя отца. Она примерила Бресу золотое кольцо Элаты, и кольцо пришлось впору. Вместе они отправились к Элате, который холодно принял сына, считая, что тот заслужил своей участи, правя так плохо. Но всё же представил Бреса Балору и Индеху, которые собрали огромное воинство, чтобы вновь захватить Ирландию. Это и стало началом войны фоморов с племенами богини Дану (Вторая битва при Маг Туиред).
После поражения Брес был захвачен в плен, и, чтобы откупиться, был вынужден научить Туатов пахать, сеять и жать (см. Эриу).